# Кулинская, Люцина
Люцина Кулинская (пол. Lucyna Kulińska; 1955, Краков) — польский историк, доктор наук, доцент, специалист по современной истории, историк польско-украинских отношений и польских кресов, преподаватель университета. Автор публикаций (книг, сборников документов, и статей) на тему польско-украинских отношений, глобализации и международных отношений. Председатель Общественного фонд памяти польского народа (пол. Społeczna Fundacja Pamięci Narodu Polskiego).

## Биография
Люцина Кулинская родилась в 1955 году в Кракове. В 1978 году окончила исторический факультет Ягеллонского университета. В 1997 году окончила Педагогический университет в Кракове (пол. Uniwersytet Pedagogiczny im. Komisji Edukacji Narodowej w Krakowie) и получила степень доктора философии.

## Публикации
- Narodowcy. Z dziejów Obozu Narodowego w Polsce w latach 1944—1947, Warszawa-Kraków 1999.
- Narodowcy. Myśl polityczna i społeczna Obozu Narodowego w Polsce w latach 1944—1947, The nationalist politicians: political and social ideas promoted by the nationalist orientation in Poland 1944—1947, (co-authored with Mirosław Orłowski and Rafał Sierchuła), Warszawa-Kraków 2001.
- Кулинская Л. Деятельность Комитета Восточных Земель на фоне судьбы населения польских Кресов в 1943—1947, т. 1, Краков 2002[5].
- Кулинская Л. Деятельность Комитета Восточных Земель на фоне судьбы населения польских Кресов в 1943—1947, т. 2: Документы и материалы, собранные деятелями и членами КВЗ, Краков 2003[5].
- Dzieci Kresów, Children of South-Eastern Poland, Warszawa 2003.
- Кулинская Л. Дети Кресов, Варшава 2003[5].
- Кулинская Л., Ролинский А. Украинский вопрос и экстерминация польского населения в Восточной Малопольше в свете документов Польского Подпольного Государства, 1942., Краков 2004[5].
- Związek Akademicki Młodzież Wszechpolska i Młodzież Wielkiej Polski w latach 1922—1947, Kraków 2000, wyd. II Warszawa 2004.
- Кулинская Л. Дети Кресов II, Краков 2006[5].
- Dzieci Kresów II, Children of South-Eastern Poland II Kraków 2006.
- Działalność terrorystyczna i sabotażowa nacjonalistycznych organizacji ukraińskich w Polsce w latach 1922—1939, Terrorystic and nacionalist ukrainian organization in Poland in 1922—1939, Kraków 2009.
- Dzieci Kresów III, Children of South-Eastern Poland III Kraków 2009.